# 岩手県立大学盛岡短期大学部
岩手県立大学盛岡短期大学部（いわてけんりつだいがくもりおかたんきだいがくぶ、英: Iwate Prefectural University, Morioka Junior College）は、岩手県滝沢市巣子152番地52に本部を置く日本の公立短期大学。1946年創立、1951年大学設置。大学の略称は盛岡短大。

## 概観

### 大学全体
- 岩手県滝沢市に所在する日本の公立短期大学で、設置主体は公立大学法人岩手県立大学[1]。
- 1951年に盛岡短期大学として開学[2]。のちに岩手県立盛岡短期大学として改称。1998年に岩手県立大学開学に伴い岩手郡滝沢村に移転され県立大学併設の短期大学となり、学科体制が3学科[注釈 1]から、2学科[注釈 1]に再編され現在に至っている。
- なお、盛岡市住吉町の跡地（約1万7千平方メートル）は未利用の状態が続いていたが、その一部（約3千平方メートル）を盛岡市が岩手県から取得し、山王児童センターと山王老人福祉センター、母子生活支援施設かつら荘を移転し、2026年度に利用を開始する計画である[3][4]。

### 教育および研究
- 全国の短大でも数少ない国際文化学科が設置されている。英語ほか中国語やハングル語・ロシア語などがあり東北地方では数少ないものとなっている。

### 学風および特色
- 岩手県立大学に併設された短大であるため、キャンパスは大学と共用である。就職面では客室乗務員への内定実績が高い[注 2]。

## 沿革
主な出典：
- 1946年
  - 7月 岩手県立女子専門学校を設置。
- 1948年
  - 5月 岩手県立美術工芸学校を設置。
- 1949年
  - 10月 文部省[注釈 2]に短期大学[注 3]の設置認可に関する申請を行う[注 4]。なお、学科・専攻は以下の通りとなっている[10]。
    - 家政学科 入学定員30名
    - 保健学科 入学定員30名
- 1950年
  - 4月1日 認可されず、設置申請を取り下げる。
  - 10月 文部省[注釈 2]に再度短期大学の設置申請を行う[6]。
- 1951年
  - 1月31日 左記を以て文部省[注 5]より短期大学の設置が認可される[11]。
  - 4月1日 盛岡短期大学（もりおかたんきだいがく）として以下の学科体制にて開学[注 6]。
    - 家政科 入学定員70名
    - 美術工芸科 入学定員50名
- 1952年
  - 3月25日 別科の設置が認められ、以下の課程を設ける[13]。
    - 家政専修 入学定員60名[14]
- 1954年
  - 4月1日 以下の学科については、この年度で学生募集を最終とする[注 7]。
    - 美術工芸科 入学定員50名

  - 5月1日 学生数[16]/定員
    - 家政科 137[注釈 3]/140
    - 美術工芸科 99[注 8]/150
- 1958年
  - 3月31日 以下の学科については、左記をもって正式に廃止とする[17]。
    - 美術工芸科
- 1962年
  - 4月1日 家政科を以下の通り専攻分離する[注 9]。
    - 被服専攻 入学定員35名
    - 食物専攻 入学定員35名
- 1962年
  - 5月1日 学生数[19]/定員
    - 家政科 148[注釈 3]/140
- 1963年
  - 4月1日 岩手県立盛岡短期大学に名称変更[20]。
  - 5月1日 学生数[21]/定員
    - 家政科 149[注釈 3]/140
- 1964年
  - 4月1日 家政科の食物専攻を栄養専攻に名称変更[22]。
- 1965年
  - 4月1日 以下の学科を増設する[23]。
    - 保育科 入学定員50名

  - 5月1日 学生数[24]//定員
    - 家政科 150[注釈 3]/140
    - 保育科 52[注釈 3]/50
- 1966年
  - 4月1日 以下の学科を増設する[25]。
    - 法経科第二部 入学定員50名 修業年限は夜間部3年制
- 1966年
  - 5月1日 学生数[26]//定員
    - 家政科 151[注釈 3]/140
    - 保育科 105[注釈 3]/100
    - 法経科第二部 -[注 10]/50
- 1967年
  - 3月31日 左記をもって以下の課程を正式に廃止とする。
    - 別科家政専修
- 1968年
  - 新校舎落成により、新庄田中51番地から住吉町1番48号へ移転。
  - 5月1日 学生数[27]/定員
    - 家政科 153[注釈 4]/140
    - 保育学科 110[注釈 3]/100
    - 法経学科第二部 203[注 11]/150
- 1988年
  - 4月1日 学科名の変更を以下の通り行う[28]。
    - 家政科→生活科学科
      - 被服専攻→生活科学専攻
      - 栄養専攻→食物栄養学専攻

    - 保育科→保育学科
    - 法経科→法経学科
- 1988年
  - 5月1日 学生数[29]//定員
    - 生活科学科 144[注釈 3]/140
    - 保育学科 103[注釈 3]/100
    - 法経学科第二部 187[注 12]/150
- 1992年
  - 5月1日 学生数[注 13]/定員
    - 生活科学科 150[注釈 3]/140
    - 保育学科 100[注釈 4]/100
    - 法経学科第二部 191[注 14]/150
- 1996年
  - 5月1日 学生数[32]/定員
    - 生活科学科 150[注釈 4]/140
    - 保育学科 105[注釈 3]/100
    - 法経学科第二部 164[注 15]/150
- 1997年
  - 4月1日 以下の学科については、この年度で学生募集を最終とする（平成10年度より学生募集停止[注釈 5]）。
    - 法経学科第二部
    - 保育学科

  - 5月1日 学生数[35]//定員
    - 生活科学科 149[注釈 4]/140
    - 保育学科 100[注釈 3]/100
    - 法経学科第二部 129[注 16]/150
- 1998年
  - 4月1日 以下の学科を増設する[注釈 5]。
    - 国際文化学科 入学定員50名

  - 同 生活科学科の各専攻の入学定員を以下の通り減員する[注釈 5]。
    - 生活科学専攻 35→25
    - 食物栄養学専攻 35→25

  - 5月1日 学生数[36]//定員
    - 生活科学科 124[注釈 4]/120
    - 保育学科 50[注釈 3]/50
    - 法経学科第二部 70[注 17]/100
    - 国際文化学科 48[注 18]/50
- 1999年
  - 3月31日 左記をもって以下の学科を正式に廃止とする[37]。
    - 保育学科
- 1999年
  - 5月1日 学生数[38]//定員
    - 生活科学科 110[注 19]/100
    - 法経学科第二部 27[注 20]/50
    - 国際文化学科 104[注 21]/100
- 2000年
  - 3月31日 左記をもって以下の学科を正式に廃止とする[39]。
    - 法経学科第二部
- 2005年
  - 4月1日 公立大学法人岩手県立大学に設置主体を変更する[40]。
- 2014年
  - 1月 平成26年度大学入試センター試験参加短期大学の1校となる[41]。
- 2015年
  - 1月 平成27年度大学入試センター試験参加短期大学の1校となる[42]。
- 2016年
  - 1月 平成28年度大学入試センター試験参加短期大学の1校となる[43]。　
  - 4月1日 生活科学科の生活科学専攻を生活デザイン専攻に名称変更する[44]。

## 交通アクセス
- 盛岡バスセンター・盛岡駅東口より
  - 岩手県交通「251・252　県立大学行」
- 滝沢駅より徒歩15分
  - 岩手県北バス「盛岡大学行」

以上の路線で、「県立大学」下車。

## 教育および研究

### 組織

#### 学科
- 生活科学科
  - 生活科学専攻 入学定員25名[1]
  - 食物栄養学専攻 入学定員25名[1]
- 国際文化学科 入学定員50名[1]

過去にあった学科
- 美術工芸科 入学定員50名[注 22]
- 保育学科[注釈 6]
- 法経学科第二部[注釈 6]

#### 専攻科
- なし

#### 別科
- 家政専修 入学定員60名[注 23]

#### 取得資格について
資格
- 栄養士：生活科学科食物栄養学専攻

受験資格
- 二級建築士：生活科学科生活科学専攻

教職課程
- 中学校教諭二種免許状：（家庭・保健）が生活科学科生活科学専攻（家政科含む）にて設置されていた[31]。
- 高等学校教諭免許状（家庭・保健）が生活科学科の前身である家政科にて設置されていた[48][注 24]。

#### 附属機関
- 地域連携研究センター
- 図書館：所蔵数はおよそ220,000冊。

### 研究
- 『岩手県立盛岡短期大学研究報告 生活科学・保育・共通編 (41)』[49]
- 『盛岡短期大学研究報告』[50]
- 『岩手県立大学盛岡短期大学部研究論集. 自然科学編』[51]
- 『岩手県立盛岡短期大学法経論叢』[52]
- 『岩手県立大学盛岡短期大学部研究論集』[53]

## 学生生活

### 部活動・クラブ活動・サークル活動
公認されているクラブ活動として以下のものがある。
- 体育系：ソフトボール・テニス・空手道・弓道・剣道・硬式野球・サッカー・柔道・水泳・卓球・ドッジボール・馬術・バスケットボール・バドミントンほか
- 文化系：囲碁・英会話・演劇・華道・茶道・手話・将棋・ボランティアほか

### 学園祭
- 学園祭は毎年、概ね10月下旬に実施されている。

## 大学関係者と組織

### 大学関係者組織
- 同窓会には「成美会」と称した組織や旧来の法経学科独自のものがある。

### 大学関係者一覧
- 高柳真三：元学長（1966年-）
- 平野蕃：元学長（1978-）
- 谷口誠：元学長（2005-）

## 施設

### キャンパス
- 短期大学部棟にラリー・カークランド作のモニュメントがある。

## 対外関係

### 系列校
- 岩手県立大学
- 岩手県立大学宮古短期大学部

## 卒業後の進路について

### 就職について
- 生活科学科
  - 生活科学専攻：一般企業への就職者が多く、東北銀行・みずほ銀行・日本興亜損保・サンポット・吉野石膏・マックスバリュ・三越・東北ミサワホームなどに就職している。
  - 食物栄養専攻：資格を活かした職としては日清医療食品・グリーンハウス・岩手缶詰・メフォス・メルク・クリニコ・守山乳業・三和食品などの食品関連企業や各種社会福祉施設・学校などがある。
- 国際文化学科：一般企業への就職者が多く、ジェイティービーをはじめとした旅行会社のほか、カタール国営航空など外国の航空会社に就職している人もみられる。

### 編入学・進学実績
これまでの実績では、岩手県立大学のほか岩手大学・宇都宮大学・愛知県立大学・宮城学院女子大学・聖徳大学・杏林大学・実践女子大学などがある。

## 附属学校
- かつては、岩手県立盛岡短期大学附属こまくさ幼稚園があった。